# أحمد بوسته جي
أحمد بوسته جي سياسي ووزير وبرلماني سوري من مواليد (1950م)محافظة ادلب. تقلد عدد كبير من المناصب المهمة في الدولة وهوعضو اللجنة المركزية في الحزب الشيوعي السوري الموحّد وعضو المكتب السياسي فيه. وهوخريج جامعة دمشق حاصل على اجازة في الحقوق.عُيّن محامي دولة لدى وزارة العدل مدة عشر سنوات.عمل محامياً لدى نقابة المحامين فرع إدلب، وعضواً لمجلس فرع نقابة المحامين في إدلب.انتُخب عضواً لمجلس محافظة إدلب لأكثر من دورة، ثم عضواً لمجلس الشعب.
وزير دولة لشؤون مجلس الشعب في حكومة حسين عرنوس. وكذلك حكومة محمد غازي الجلالي.